# David Michael Latt
David Michael Latt (Encino (Californië), 28 mei 1966) is een Amerikaans filmproducent en filmregisseur en medeoprichter van filmstudio The Asylum. Latt is getrouwd met actrice Kim Little.

## Levensloop
Latt studeerde aan de Loyola Marymount University (Film en Televisie). In 1997 richt hij samen met David Rimawi, Sherri Strain de filmstudio The Asylum op. Latt is bij alle films van The Asylum betrokken. Meestal als producent, maar soms ook als regisseur of schrijver.

## Filmografie

### Als producent
- The Last Sharknado: It's About Time – 2018
- Sharknado 5: Global Swarming – 2017
- Sharknado: The 4th Awakens – 2016
- Sharknado 3: Oh Hell No! – 2015
- Sharknado 2: The Second One – 2014
- Sharknado – 2013
- Abraham Lincoln vs. Zombies – 2012
- American Battleship – 2012
- Nazis at the Center of the Earth – 2012
- Air Collision – 2012
- Grimm's Snow White – 2012
- 2-Headed Shark Attack – 2012
- Age of the Hobbits – 2012
- The Amityville Haunting – 2011
- 11/11/11 – 2011
- Zombie Apocalypse – 2011
- 3 Musketeers – 2011
- Anneliese: The Exorcist Tapes – 2011
- Dragon Crusaders – 2011
- A Haunting in Salem – 2011
- Barely Legal – 2011
- Born Bad – 2011
- 2012: Ice Age – 2011
- Almighty Thor – 2011
- 200 Mph – 2011
- Battle of Los Angeles – 2011
- Mega Python vs Gatoroid – 2011
- Princess and the Pony – 2011
- Mega Shark vs Crocosaurus – 2010
- 2010: Moby Dick – 2010
- MILF – 2010
- 8213: Gacy House – 2010
- Titanic II – 2010
- Number 1 Cheerleader Camp – 2010
- Airline Disaster – 2010
- The 7 Adventures of Sinbad – 2010
- Mega Piranha – 2010
- 6 Guns – 2010
- Meteor Apocalypse – 2010
- Sherlock Holmes – 2010
- The Invocation – 2010
- Princess of Mars – 2009
- 2012: Supernova – 2009
- Megafault – 2009
- Haunting of Winchester House – 2009
- Sex Pot – 2009
- The Land That Time Forgot – 2009
- Transmorphers: Fall of Man – 2009
- Mega Shark vs Giant Octopus – 2009
- The Terminators – 2009
- Dragonquest – 2009
- Countdown: Jerusalem – 2009
- 18 Year Old Virgin – 2009
- The Day the Earth Stopped – 2008
- Merlin and the War of the Dragons – 2008
- Sunday School Musical – 2008
- Death Racers – 2008
- Journey to the Center of the Earth – 2008
- Street Racer – 2008
- 100 Million BC – 2008
- Allan Quatermain and the Temple of Skulls – 2008
- War of the Worlds 2: The Next Wave – 2008
- 2012: Doomsday – 2008
- Monster – 2008
- AVH: Alien vs. Hunter – 2007
- I Am Omega – 2007
- 666: The Beast – 2007
- 30,000 Leagues Under the Sea – 2007
- Universal Soldiers – 2007
- Invasion of the Pod People – 2007
- Transmorphers – 2007
- The Apocalypse – 2007
- Supercroc – 2007
- The Hitchhiker – 2007
- Freakshow – 2007
- Dragon – 2006
- Halloween Night – 2006
- The 9/11 Commission Report – 2006
- Snakes on a Train – 2006
- Pirates of Treasure Island – 2006
- 666: The Child – 2006
- The Da Vinci Treasure – 2006
- Bram Stoker's Dracula's Curse – 2006
- Hillside Cannibals – 2006
- When a Killer Calls – 2006
- Exorcism: The Possession of Gail Bowers – 2006
- King of the Lost World – 2005
- Shapeshifter – 2005
- Dead Men Walking – 2005
- The Beast of Bray Road – 2005
- Frankenstein Reborn – 2005
- H.G. Wells' War of the Worlds – 2005
- Jolly Roger: Massacre at Cutter's Cove – 2005
- Legion of the Dead – 2005
- Way of the Vampire – 2005
- Alien Abduction – 2005
- Intermedio – 2005
- Death Valley: The Revenge of Bloody Bill – 2004
- Evil Eyes – 2004
- Detour – 2004
- King of the Ants – 2004
- The Source – 2002
- Jane White Is Sick & Twisted – 2002
- Social Intercourse – 1998

### Als regisseur
- Scarecrow Slayer – 2004
- Killers 2: The Beast – 2002
- Wildflower – 2000
- Killers – 1997
- Rock and Roll Fantasy – 1992

- Biblioteca Nacional de España: XX1266564
- Bibliothèque nationale de France: cb14113338b (data)
- Gemeinsame Normdatei: 139707719
- International Standard Name Identifier: 0000 0001 1453 938X
- Library of Congress Control Number: no2009188578
- Système universitaire de documentation: 250689111
- Virtual International Authority File: 103076511
- WorldCat: E39PBJcWqpqT8RdRM8vGMBYHG3